# Partido Comunista de la República Socialista Soviética de Azerbaiyán
El Partido Comunista de la República Socialista Soviética de Azerbaiyán (en ruso: Коммунисти́ческая па́ртия Азербайджанской ССР, abreviado como КП АзССР, en azerí: Azərbaycan SSR Kommunist Partiyası) era la rama a nivel regional del Partido Comunista de la Unión Soviética en la RSS de Azerbaiyán, una de las repúblicas constituyentes de la Unión Soviética.

## Historia
Los primeros grupos marxistas en Azerbaiyán se originaron en 1898; además en la primavera de 1899 había 6 asociaciones socialdemócratas en Azerbaiyán. Dichos grupos estaban formados principalmente por trabajadores rusos.En 1900, se creó la organización subsidiaria del Partido Obrero Socialdemócrata de Rusia (POSDR) en Bakú; en diciembre del mismo año, unas 200 personas eran miembros de 15 asociaciones socialdemócratas de Azerbaiyán. En la primavera de 1901, se organizó el Comité de Bakú del POSDR (más tarde bolchevique), y en julio del mismo año se organizó la imprenta clandestina "Nina", que se dedicaba a imprimir el periódico "Iskra", la organización de prensa del POSDR. La literatura impresa en la imprenta también llegó a varios distritos de la provincia de Elizavétpol. Entre 1902 y 1903, los comités regionales del POSDR en Balaxanı, Bibiheibat, la Ciudad Negra y la Ciudad Blanca se organizaron en Bakú.
En 1903, se convocó en Tiflis el I Congreso de Organizaciones Socialdemócratas del Cáucaso, en el que se proclamó la creación del Comité Sindical Caucásico del POSDR. Con el apoyo de BC y KSK POSDR, se organizó una huelga general en julio de 1903. Al segundo congreso del POSDR asistió un representante de la organización del partido de Bakú, Bogdan Knuniants. Desde octubre de 1904, iniciaron las actividades de la organización "Gummet". Según el dictamen establecido en historiografía, "Gummet" creó el Comité de Bakú del POSDR como su rama y esta organización no era independiente. Pero los investigadores extranjeros vieron en la creación de "Gummet" una especie de fenómeno de la socialdemocracia rusa, en el que se combinaban el marxismo y el nacionalismo turco, y que existía independientemente del POSDR. El problema de la independencia de "Gummet" en la era de Jrushchov causó controversia entre los científicos de Bakú y Moscú, en particular en torno a la monografía fundamental "Historia del Partido Comunista de Azerbaiyán" (1958). Si el director del departamento de la Escuela del Partido Superior de Transcaucasia, el profesor P. N. Valuyev, criticó la presentación de "Gummet" como un partido independiente de los comunistas azerbaiyanos, los científicos azerbaiyanos se opusieron enérgicamente a los intentos de menospreciar injustamente el papel de "Gummet". La organización publicó un periódico del mismo nombre.
En 1904, con la ayuda del BC POSDR, se organizaron los primeros círculos socialdemócratas en la provincia de Elizavétpol, en particular en Gadabay y Shusha. En diciembre del mismo año, tuvo lugar una importante huelga de trabajadores, a la que más tarde se unieron los bolcheviques, organizando un comité de huelga. El Domingo Sangriento, el Partido Obrero Socialidemócrata de Rusia anunció una nueva huelga, organizó una comisión de armamento en el BC y un escuadrón de lucha popular. En el III Congreso del POSDR, los bolcheviques azerbaiyanos estuvieron representados por Prokofi Japaridze. Durante la primera revolución rusa en las ciudades de Shamaji y Yevlaj, las estaciones de Akstafa, Balajariy Ajikabul ya estaban operando grupos bolcheviques que distribuían literatura revolucionaria en los pueblos y enviaban agitadores allí. Luego del IV Congreso del POSDR, la situación comenzó a calentarse. El comité ejecutivo de la organización de Bakú del  POSDR pasó a manos de los mencheviques, los bolcheviques se enfrentaron con los socialistas revolucionarios, los cadetes, los partidos "Hnchak", "Difai", "Mudafie", "Ittifak" y otros organizaciones. Bajo el comité ejecutivo deL POSDR, se organizaron grupos especiales de agitación, se imprimieron periódicos en turco, armenio y ruso. En el verano de 1906, finalmente se formó el escuadrón de combate Vsebakinskaya.
Antes del V Congreso del POSDR, las relaciones entre los bolcheviques y los mencheviques en Bakú finalmente se deterioraron. Los mencheviques organizaron un Congreso del Trabajo, contra el cual los bolcheviques iniciaron una lucha. En 1907, en una reunión entre distritos de representantes de la organización de Bakú del POSDR, la dirección menchevique se disolvió y se organizó una comisión para preparar la Conferencia del Partido All-Bakin en octubre de 1907. Después de la conferencia, el número de bolcheviques en la organización aumentó dramáticamente: 2 mil de cada 3 mil. En 1911, los bolcheviques y mencheviques se unieron en el Comité de Bakú unido del POSDR. El 28 de mayo de 1914 comenzó una huelga general de verano, encabezada por el Comité de Bakú del POSDR, encabezado por Stepán Shaumián. Los trabajadores plantearon 46 demandas, unas 50 mil personas se declararon en huelga. Sin embargo, la huelga terminó en relación con el comienzo de la Primera Guerra Mundial.
En enero de 1917, se volvió a organizar una huelga en Bakú. Después de la Revolución de Febrero, el Comité de Bakú del POSDR salió de la clandestinidad, se llevaron a cabo reuniones y mítines en varias ciudades y pueblos dedicados al evento, donde participaron los bolcheviques, pidiendo la creación de los sóviets. El 7 de marzo de 1917 se organizó el Sóviet de Diputados Obreros de Bakú y el 10 de marzo, en la reunión de la ciudad, se eligió el BC Unificado Provisional del POSDR, sin embargo, el sindicato era solo formal. En marzo se eligió el Comité Provisional de la organización Gummet y el 9 de abril se creó el Comité Elizavétpol del POSDR. El 10 de abril de 1917 se celebró la primera conferencia legal del partido. El 25 de junio, en la conferencia de la ciudad de la organización de Bakú del POSDR (b), el BC bolchevique fue elegido, en el mismo año las organizaciones del partido bolchevique Elizavétpol, Shusha y Shemaja rompieron los lazos con los mencheviques. Entre los trabajadores inmigrantes azerbaiyanos de Irán, había una organización socialdemócrata llamada "Adaliat", que publicó un órgano del partido: la revista "Bayraki-Adaliat", en turco y persa.
En agosto de 1917, se creó la organización Birlik bajo el POSDR(b), que realizó una labor de propaganda entre los tártaros de la ciudad de Bakú, en el mismo mes se creó una organización juvenil bajo el Comité de Bakú, que sentó las bases de la rama azerí del Komsomol. En octubre de 1917, se celebró en Tiflis el I Congreso de las Organizaciones Bolcheviques del Cáucaso, al que asistieron representantes de las organizaciones del Partido Bakú, Elizavétpol y Shusha. En el congreso se organizó el Comité Regional Transcaucásico del POSDR (b). El 2 (15) de noviembre de 1917, se formó el Consejo de Diputados Obreros, Campesinos y Soldados de Bakú (Baksovet), que en abril de 1918, como resultado de los sucesos de marzo, estableció su poder en Bakú. El 25 de abril de 1918, en una reunión del Consejo de Bakú, el Consejo de Comisarios del Pueblo (gabinete) de Bakú, renunció a sus poderes el 31 de julio. En marzo de 1919, se creó la Oficina de Bakú del Comité Regional Transcaucásico del POSDR (b). En 1919, la Oficina de Bakú del Comité Regional Transcaucásico del PCR (B) tomó la decisión de unir las organizaciones del Partido Bolchevique de Azerbaiyán. En la noche del 11 al 12 de febrero, en el I Congreso secreto de las Organizaciones Comunistas de Azerbaiyán, en el Club de Trabajadores de Bakú, se decidió unir las organizaciones "Gummet", "Adalat" y el Comité de Bakú del Partido Comunista (Bolchevique) de Azerbaiyán. Durante 1920, se formaron 14 comités de distritos, el de la ciudad de Bakú y el del distrito de Bakú. El 24 de abril de 1920, el Comité Central de Bakú y el del PC(b) A decidieron imponer la ley marcial en la ciudad, desempeñando un papel importante en el derrocamiento de la República Democrática de Azerbaiyán, y en la posterior creación de la RSS de Azerbaiyán. Después de la operación de abril en Bakú, el Partido Comunista de la RSS de Azerbaiyán se convirtió en el único partido de la república.
Todas las áreas del sistema político quedaron completamente bajo la dirección del Partido Comunista, llevándose a cabo profundas transformaciones en la vida económica, sociopolítica y cultural del pueblo azerí, al igual que en el resto del país.Durante la Gran Guerra Patria, el partido hizo un gran esfuerzo para movilizar importantes fuerzas y así derrotar a los alemanes. Para finales de 1942, más de la mitad de los miembros del Partido Comunista de la RSS de Azerbaiyán se enlistaron en el Ejército Rojo (unas 18,000 tan sólo de Bakú), y lucharon valientemente con las demás tropas soviéticas, y de igual manera los civiles realizaron importantes trabajos en la retaguardia. En los años de posguerra, el partido se enfocó en un mayor desarrollo económico y cultural de la república, y restauró la legalidad socialista. Entre 1969 y 1982, Heydar Alíyev (que más tarde se convirtió en el Presidente de la República de Azerbaiyán independiente) fue el primer secretario del Partido Comunista de la RSS de Azerbaiyán. Durante el 33° Congreso del Partido Comunista de la República Socialista Soviética de Azerbaiyán, celebrado el 16 de septiembre de 1991, se decidió por amplia mayoría su disolución, tres meses antes de la disolución de la URSS. Las fuerzas comunistas del país se dividieron en diferentes facciones, las cuales a su vez se organizaron en cuatro nuevos partidos políticos distintos: Partido Comunista de Azerbaiyán (Postsoviético), Partido Comunista de Azerbaiyán (Plataforma del marxismo-leninismo), Partido Comunista Unido de Azerbaiyán y Partido Reformista Comunista de Azerbaiyán.

## Lista de Primeros Secretarios
| #  | Imagen | Nombre                          | Inicio                  | Final                    |
| -- | ------ | ------------------------------- | ----------------------- | ------------------------ |
| 1  |        | Mirza Huseynov (1894-1938)      | 12 de febrero de 1920   | 23 de octubre de 1920    |
| 2  |        | Grigori Kaminski (1895-1938)    | 23 de octubre de 1920   | 24 de julio de 1921      |
| 3  |        | Serguéi Kírov (1886-1934)       | 24 de julio de 1921     | 8 de enero de 1925       |
| 4  |        | Ruhullá Ajúndov (1897-1938)     | 8 de enero de 1925      | Enero de 1926            |
| 5  |        | Levón Mirzoyán (1897-1939)      | Enero de 1926           | Agosto de 1929           |
| 6  |        | Nikolái Guikalo (1897-1938)     | Agosto de 1929          | Junio de 1930            |
| 7  |        | Vladímir Polonski (1893-1937)   | Junio de 1930           | Noviembre de 1933        |
| 8  |        | Ruben Rubenov (1893-1937)       | 1 de enero de 1933      | 12 de diciembre de 1933  |
| 9  |        | Mir Jafar Baghirov (1895-1956)  | 15 de diciembre de 1933 | 6 de abril de 1953       |
| 10 |        | Mir Teymur Yakubov (1904-1970)  | 6 de abril de 1953      | Febrero de 1954          |
| 11 |        | Imam Mustafayev (1910-1997)     | 7 de febrero de 1954    | 12 de junio de 1959      |
| 12 |        | Veli Ajúndov (1916-1986)        | 11 de julio de 1959     | 14 de julio de 1969      |
| 13 |        | Heydar Alíyev (1923-2003)       | 14 de julio de 1969     | 3 de diciembre de 1982   |
| 14 |        | Kamran Baghirov (1933-2000)     | 3 de diciembre de 1982  | 21 de mayo de 1988       |
| 15 |        | Abdulrahman Vezirov (1930-2022) | 21 de mayo de 1988      | 20 de enero de 1990      |
| 16 |        | Ayaz Mutallibov (1938-2022)     | 24 de enero de 1990     | 16 de septiembre de 1991 |

## Congresos y Conferencias
| Reunión         | Fecha                                     | Lugar |
| --------------- | ----------------------------------------- | ----- |
| I Congreso      | 11 al 12 de febrero de 1920               | Bakú  |
| I Conferencia   | 5 al 7 de mayo de 1920                    | Bakú  |
| II Congreso     | 16 al 23 de octubre de 1920               | Bakú  |
| III Congreso    | 11 al 17 de febrero de 1921               | Bakú  |
| IV Congreso     | 2 al 7 de febrero de 1922                 | Bakú  |
| II Conferencia  | 1 al 4 de noviembre de 1922               | Bakú  |
| V Congreso      | 12 al 16 de marzo de 1923                 | Bakú  |
| VI Congreso     | 5 al 9 de marzo de 1924                   | Bakú  |
| VII Congreso    | 30 de noviembre al 4 de diciembre de 1925 | Bakú  |
| VIII Congreso   | 12 al 18 de noviembre de 1927             | Bakú  |
| IX Congreso     | 6 al 14 de marzo de 1929                  | Bakú  |
| X Congreso      | 31 de mayo al 1 de junio de 1930          | Bakú  |
| XI Congreso     | 19 al 25 de enero de 1932                 | Bakú  |
| XII Congreso    | 11 al 14 de enero de 1934                 | Bakú  |
| XIII Congreso   | 3 al 9 de junio de 1937                   | Bakú  |
| XIV Congreso    | 7 al 14 de junio de 1938                  | Bakú  |
| XV Congreso     | 25 de febrero al 1 de marzo de 1939       | Bakú  |
| XVI Congreso    | 12 al 16 de marzo de 1940                 | Bakú  |
| XVII Congreso   | 25 al 28 de febrero de 1949               | Bakú  |
| XVIII Congreso  | 24 al 26 de mayo de 1951                  | Bakú  |
| XIX Congreso    | 23 al 25 de septiembre de 1952            | Bakú  |
| XX Congreso     | 12 al 16 de febrero de 1954               | Bakú  |
| XXI Congreso    | 25 al 27 de enero de 1956                 | Bakú  |
| XXII Congreso   | 28 al 30 de enero de 1958                 | Bakú  |
| XXIII Congreso  | 8 al 9 de febrero de 1959                 | Bakú  |
| XXIV Congreso   | 16 al 18 de febrero de 1960               | Bakú  |
| XXV Congreso    | 6 al 9 de septiembre de 1961              | Bakú  |
| XXVI Congreso   | 9 al 10 de enero de 1964                  | Bakú  |
| XXVII Congreso  | 24 al 26 de febrero de 1966               | Bakú  |
| XXVIII Congreso | 10 al 12 de marzo de 1971                 | Bakú  |
| XXIX Congreso   | 28 al 30 de enero de 1976                 | Bakú  |
| XXX Congreso    | 28 al 30 de enero de 1981                 | Bakú  |
| XXXI Congreso   | 31 de enero al 1 de febrero de 1986       | Bakú  |
| XXXII Congreso  | 8 de junio al 27 de julio de 1990         | Bakú  |
| XXXIII Congreso | 1 al 14 de septiembre de 1991             | Bakú  |